# Вулька-Наздроє
Вулька-Наздроє (пол. Wólka-Nazdroje) — село в Польщі, у гміні Слупія Скерневицького повіту Лодзинського воєводства.
Населення — 71 особа (2011).
У 1975-1998 роках село належало до Скерневицького воєводства.

## Демографія
Демографічна структура станом на 31 березня 2011 року:
|          | Загалом | Допрацездатний вік | Працездатний вік | Постпрацездатний вік |
| -------- | ------- | ------------------ | ---------------- | -------------------- |
| Чоловіки | 36      | 5                  | 27               | 4                    |
| Жінки    | 35      | 6                  | 20               | 9                    |
| Разом    | 71      | 11                 | 47               | 13                   |